# Exploration Flight Test 1
Exploration Flight Test 1або EFT-1 — перший непілотований тестовий запуск американського багатоцільового частково багаторазового пілотованого космічного корабля Оріон. Запуск відбувся 5 грудня 2014 року, в 12:05 UTC (7:05 EST), за допомогою ракети-носія Delta IV Heavy зі стартового майданчика SLC-37 на мисі Канаверал. 
Тривалість польоту — 4 години 24 хвилини, за які корабель був виведений на дві різні орбіти і на фінальному етапі приводнився в Тихому океані на узбережжі Каліфорнії. Максимальна швидкість апарата під час повернення склала 8900 м/с. 
Програма ґрунтується на розробках 1960-х років для програми «Аполлон».

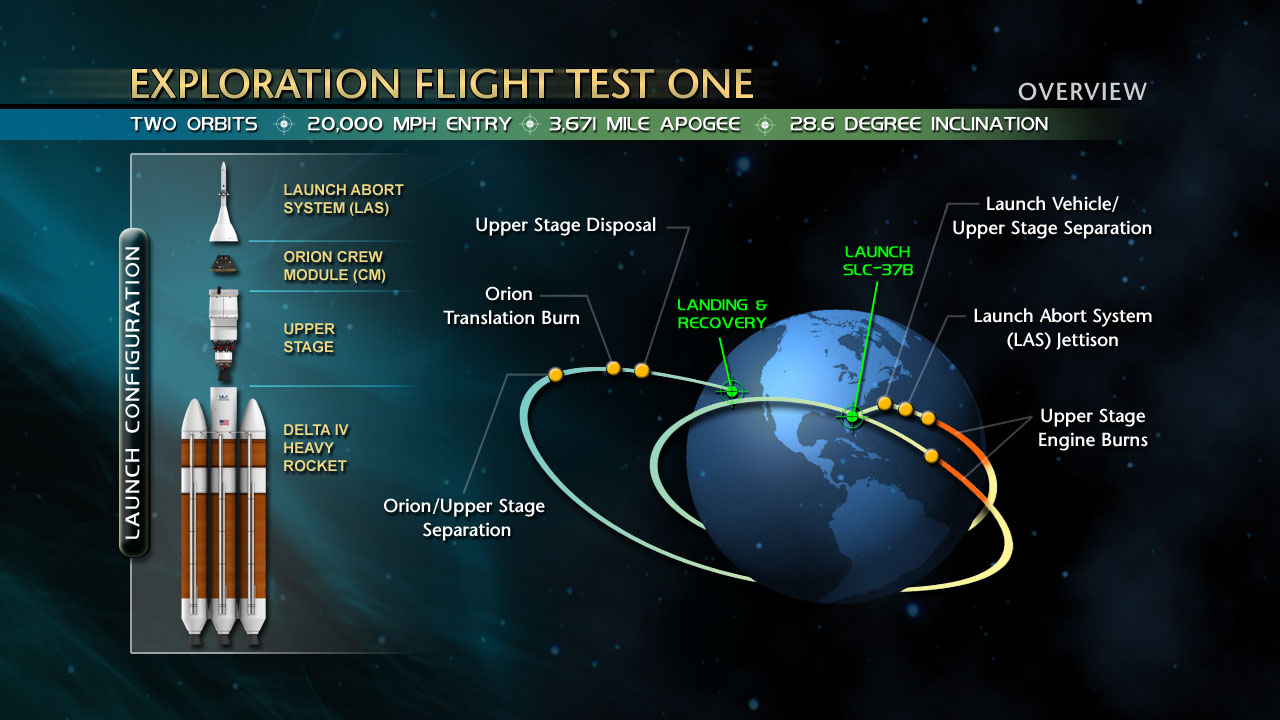
Схема місії